# 1965年の日本競馬
1965年の日本競馬（1965ねんのにほんけいば）では、1965年（昭和40年）の日本競馬界についてまとめる。馬齢は旧表記で統一する。
1964年の日本競馬 - 1965年の日本競馬 - 1966年の日本競馬

## できごと

### 1月 - 3月
- 1月12日 - 山口県の下関競馬場と宮崎県の宮崎競馬場が指定取り消しとなる[1]。
- 3月13日
  - 中央競馬では2回中山開催より、自動タイム計測装置を正式採用する[1]。
  - 中山競馬場のスタンド2階に婦人専用窓口が設置される[1]。
- 3月24日 - 特別区競馬組合が八王子牧場の移転先として建設していた、千葉県印旛郡の小林牧場が竣工する[1]。
- 3月28日 - アルゼンチンブエノスアイレスのパレルモ競馬場で「日本経済使節団盃競走」が行われ、優勝者には日本中央競馬会寄贈のカップが贈られた[1]。
- 3月31日 - 競馬法が一部改正され、指定市町村の競馬施行期限が3年延長された[1]。

### 4月 - 6月
- 4月4日 - 中央競馬では3回中山2日から、着順や払戻金額などレース結果を電光表示装置を用いて発表するようになる[1]。
- 4月5日 - 関東・関西ともに、中央競馬の全場外発売所で開催日の翌日払戻を開始する[1]。
- 4月15日 - 東京競馬場正面入口の両側に子供遊園地が新設される[1]。
- 5月14日 - 新新潟競馬場が竣工。竣工式と受渡し式が行われる[1]。
- 5月25日 - 笠松競馬場で東スタンド落成式が行われる[1]。
- 6月23日 - 福島競馬場で2号スタンド増改築工事完工式が行われる[1]。

### 7月 - 9月
- 7月1日 - アメリカ合衆国ロサンゼルスのハリウッドパーク競馬場で、「日本中央競馬会賞競走」が行われる[1]。
- 7月5日 - 北海道の岩見沢競馬場が、岩見沢市利根別から同市日の出町に移転する[1]。
- 7月8日 - 中央競馬振興会の会長であった河野一郎が急逝する。後任は11月30日に栗林友二が就任[1]。
- 7月10日 - 新潟競馬場の開場式が行われる[1]。
- 7月29日 - 盛岡市が岩手県競馬組合に加入する[1]。
- 7月31日 - 任期満了に伴い、地方競馬全国協会の会長酒井忠正が辞任。新会長は8月1日より奥原日出男が就任[1]。
- 8月1日
  - 財団法人競走馬理化学研究所が発足する[1]。
  - 新潟県競馬組合が設立される[1]。
- 8月2日 - 競馬を開催できる特定市町村として、新たに石川県珠洲市、津幡町、西浦村、佐賀県基山町、脊振山、三瀬村が指定される[1]。
- 8月3日 - 日本中央競馬会が、滋賀県栗東町を関西方面のトレーニングセンター建設用地として決定する[1]。
- 8月18日 - 佐賀県東部競馬組合が設立される[2]。
- 9月1日 - 日本発馬機株式会社が設立される[2]。
- 9月13日 - 山岡忞・高橋勇・中沢一男の3騎手の不正事件について、各新聞より報道される（山岡事件）[2]。
- 9月16日 - 先の不正事件に関し、日本中央競馬会は「中央競馬の公正確保について」という声明を発表、警備措置を講じた[2]。

### 10月 - 12月
- 10月4日 - 東京・中山・阪神競馬場などで発生した馬伝染性貧血の対策として、日本中央競馬会は緊急伝貧防疫対策要項を決定、防疫対策本部を設置した[2]。
- 10月11日 - 日本中央競馬会が、藤本冨良ら調教師4名をアメリカ合衆国へ海外研修に向かわせる。また、本部から職員2名も同行した[2]。
- 10月28日 - 輪島市外四ヶ町村競馬組合は、名称を「輪島市外7ヶ町村競馬組合」に変更する[2]。
- 11月3日 - 全日本馬術大会に際し、皇太子が馬事公苑に来苑する[2]。
- 11月9日 - 日本中央競馬会は、フィリピンの農業天然資源省畜産局に種牡馬トサオーを寄贈、この日門司港を出港した[2]。
- 12月17日 - 馬事公苑において、東京オリンピック記念碑除幕式が行われる[2]。
- 12月26日 - シンザンが有馬記念において優勝、「五冠馬」と呼ばれる[2]。

## 競走成績

### 中央競馬の主な競走
- 第25回桜花賞（阪神競馬場・4月4日）優勝 : ハツユキ（騎手 : 加賀武見）
- 第25回皐月賞（中山競馬場・4月18日）優勝 : チトセオー（騎手 : 湯浅三郎）
- 第51回天皇賞（春）（阪神競馬場・4月29日） 優勝 : アサホコ（騎手 : 加賀武見）
- 第26回優駿牝馬（オークス）（東京競馬場・5月23日) 優勝 : ベロナ（騎手 : 加賀武見）
- 第32回東京優駿（日本ダービー）（東京競馬場・5月30日) 優勝 : キーストン（騎手 : 山本正司）
- 第6回宝塚記念（阪神競馬場・6月27日）優勝：シンザン（騎手：栗田勝）
- 第26回菊花賞（京都競馬場・11月14日） 優勝 : ダイコーター（騎手 : 栗田勝）
- 第52回天皇賞（秋）（東京競馬場・11月23日） 優勝 : シンザン（騎手 : 栗田勝）
- 第10回有馬記念（中山競馬場・12月26日） 優勝 : シンザン（騎手 : 栗田勝）

### 中央競馬・障害
- 第54回中山大障害（春）（中山競馬場・4月11日）優勝 : フジノオー（騎手 : 横山富雄）
- 第55回中山大障害（秋）（中山競馬場・10月17日）優勝： ミスハツクモ（騎手：前田禎）

## 表彰

### 啓衆社賞
- 年度代表馬・最優秀5歳以上牡馬 シンザン
- 最優秀3歳牡馬 ニホンピローエース
- 最優秀3歳牝馬 メジロボサツ
- 最優秀4歳牡馬・最良スプリンター キーストン
- 最優秀4歳牝馬 ベロナ
- 最優秀5歳以上牝馬 オーヒメ
- 最優秀障害馬 フジノオー
- 最優秀アラブ オーギ

## 誕生
この年に生まれた競走馬は1968年のクラシック世代となる。

### 競走馬
- 2月16日 - リマンド
- 3月23日 - ハクセツ
- 4月4日 - ルピナス
- 4月6日 - キタノダイオー
- 4月10日 - ダンサーズイメージ
- 4月13日 - ミスマルミチ
- 4月15日 - コウユウ
- 4月23日 - タケシバオー、タニノハローモア
- 5月11日 - マーチス
- 5月12日 - アサカオー
- 5月27日 - ダテホーライ
- 不明 - ゼダーン

### 人物
- 1月18日 - 鋤田誠二騎手、調教師（金沢）
- 2月10日 - 関本淳騎手（盛岡）
- 2月15日 - 松永康利調教師（JRA）
- 2月26日 - 天間昭一騎手、調教師（JRA）
- 3月26日 - 小林俊彦騎手、調教師（水沢）
- 4月14日 - 井上俊彦騎手（ホッカイドウ）
- 5月25日 - 高木登調教師（JRA）
- 6月1日 - 松井達也騎手（浦和）
- 6月11日 - 古賀慎明調教師（JRA）
- 6月14日 - 木幡初広騎手（JRA）
- 6月29日 - 藤原英昭調教師（JRA）
- 7月5日 - 向山牧騎手（笠松）
- 7月22日 - 中舘英二騎手、調教師（JRA）
- 9月4日 - 粕谷昌央調教師（JRA）
- 9月7日 - 鈴木啓之騎手、調教師（大井）
- 9月14日 - 加藤征弘調教師（JRA）
- 9月24日 - 清水英克調教師（JRA）
- 9月29日 - 野中賢二調教師（JRA）
- 10月22日 - 冨田敏男調教師（浦和）
- 11月3日
  - 谷中公一騎手（JRA）
  - 鷹見浩騎手、調教師（大井）

## 死去

### 競走馬
- 2月15日 - セントライト[1]
- 2月22日 - タチカゼ
- 9月29日 - クリノハナ

### 人物
- 7月8日 - 河野一郎（中央競馬振興会元会長）